# Superman: The Man of Steel (jeu vidéo, 2002)
Pour les articles homonymes, voir Superman: The Man of Steel.
Superman: The Man of Steel est un jeu vidéo d'action-aventure développé par Circus Freak et édité par Atari SA, sorti en 2002 sur Xbox.

## Accueil
- GameSpot : 6,4/10[1]
- Jeux vidéo Magazine : 6/20[2]
- IGN : 4,7/10[3]
- Jeuxvideo.com : 8/20[4]
- Gamekult : 4/10[5]